# Alba (nome)
Alba  è un nome proprio di persona italiano femminile.

## Varianti
- Femminili
  - Composti: Alba Rosa[1], Albarosa[1], Rosalba, Albachiara[4]
- Maschili: Albo[1][2], Albio[1][2]

### Varianti in altre lingue
- Catalano: Alba[3][5]
- Galiziano: Alba[5]
- Spagnolo: Alba[3][5], Elba[3]

## Origine e diffusione

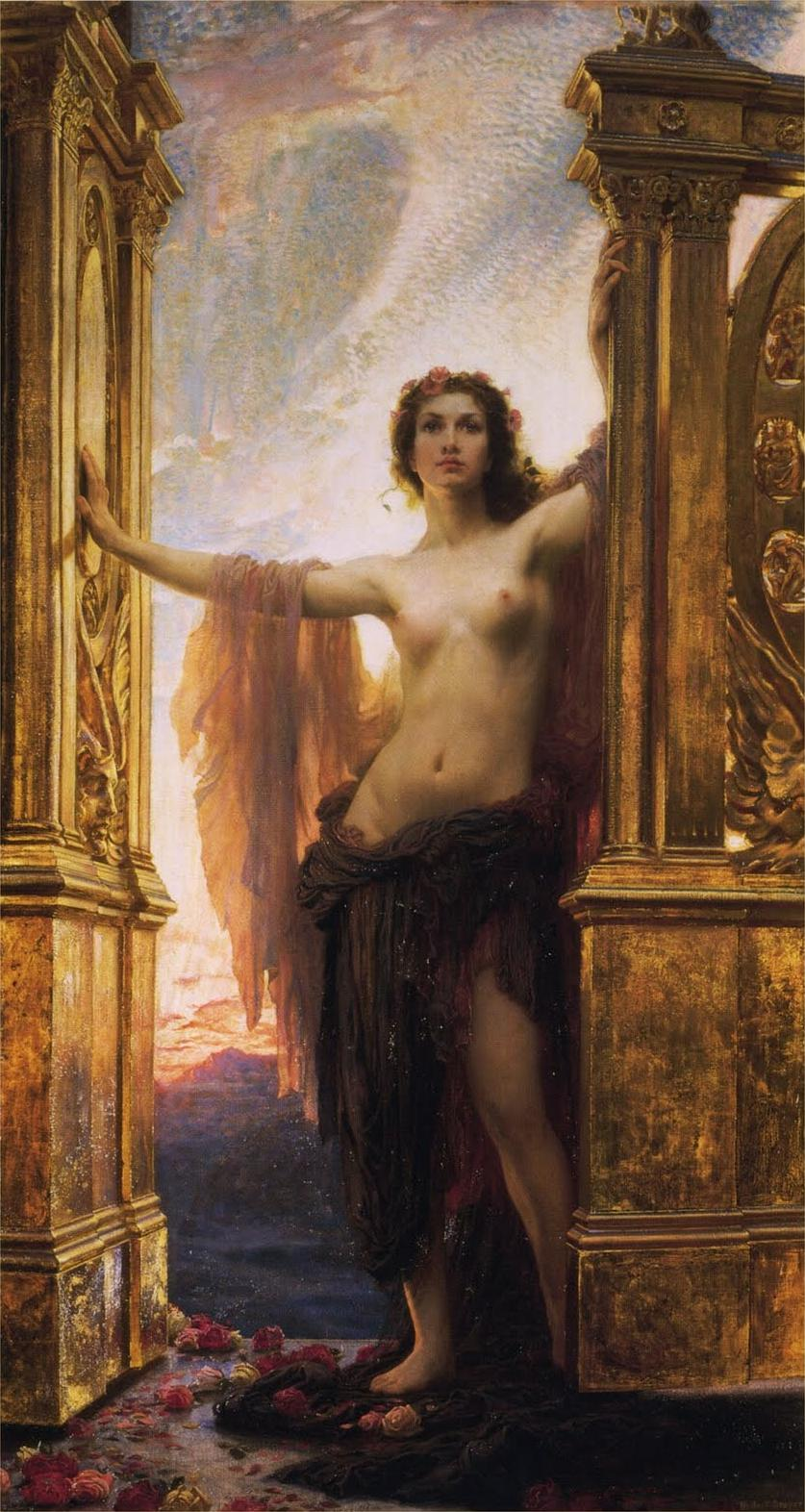
I cancelli dell'alba, di Herbert James Draper

È un nome dall'origine complessa, frutto dell'intreccio di diverse tradizioni onomastiche. La radice a cui risale è il latino alba, femminile di albus, che significa "bianco", "brillante", un vocabolo di origine probabilmente etrusca o prelatina. Alba (con Albus) era usato come praenomen già in epoca romana e, in parte tramandato durante il Medioevo, in parte ripreso in ambienti colti durante il Rinascimento, è giunto immutato in italiano. Tuttavia il nome, oggi, tanto in Italia quanto in Spagna, richiama molto più frequentemente l'alba, il momento del giorno in cui sorge il sole, un questo termine che deriva dalla stessa radice latina (un significato che condivide con i nomi Dawn, Aurora, Agim, Anatolio, Rossana, Hajna, Aušra e Zora).
Alla radice latina risalgono anche il nome Albino e i toponimi di varie città romane (ad esempio Alba Fucens e Alba Longa), dove Alba significa "altura". Inoltre, in misura minore e soprattutto nelle forme maschili, può costituire un ipocoristico di vari nomi germanici comincianto con l'elemento alb ("elfo"), come Alberico, Alberto e Alboino.
Riguardo al suo utilizzo, "Alba" è diffuso in tutta Italia, ma prevalentemente al Nord e sempre con meno frequenza scendendo verso Sud. In Spagna può anche riflettere il culto di Nostra Signora dell'Alba, un titolo con cui la Madonna è venerata nelle Asturie.

## Onomastico
Il nome è adespota, ossia privo di santa patrona; l'onomastico si può eventualmente festeggiare il 1º novembre, festa di Ognissanti. 
In alternativa lo si può festeggiare col diminutivo Albina in memoria di Sant'Albina di Cesarea al 16 dicembre, o anche in memoria di Santa Gwen Teirbron (detta Alba Trimamis in latino) al 5 luglio.

## Persone

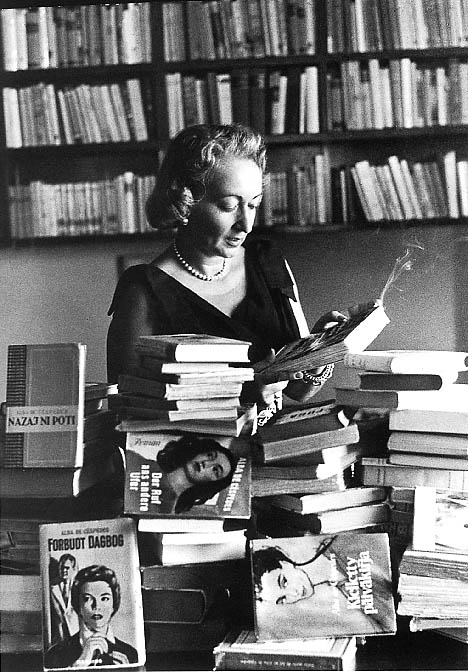
Alba de Céspedes

- Alba Arnova, ballerina e attrice italiana
- Alba Coralli, patriota italiana
- Alba de Céspedes, scrittrice, poetessa e partigiana italiana
- Alba Donati, poetessa e critica letteraria italiana
- Alba Florio, poetessa italiana
- Alba Maiolini, attrice italiana
- Alba Maria Orselli, storica italiana
- Alba Parietti, attrice e conduttrice televisiva italiana
- Alba Reche, cantante spagnola
- Alba Reyes, modella portoricana
- Alba Rigazzi, modella italiana
- Alba Riquelme, modella paraguaiana
- Alba Rohrwacher, attrice italiana
- Alba Sasso, politica italiana

### Variante maschile Albio
- Albio Tibullo, poeta romano

## Il nome nelle arti
- Alba Brunetti è un personaggio del film Mine vaganti, diretto da Ferzan Özpetek.
- Alba Papera personaggio del film d'animazione Pixar, Chicken Little - Amici per le penne.
- Albus Silente è un personaggio della serie di romanzi e film Harry Potter, creata da J. K. Rowling.
- Alba Trueba è un personaggio del romanzo di Isabel Allende La casa degli spiriti.
- Alba Villanueva, personaggio della serie televisiva statunitense Jane the Virgin.